# Jonathan Daniel Brown
Jonathan Daniel Brown é um ator e diretor americano. Ele estrelou o filme Kid Cannabis e teve um papel no filme Projeto X como J. B.

## Carreira
Brown foi oferecido um dos papéis principais no filme Projeto X. Ele, Thomas Mann e Oliver Cooper eram três atores desconhecidos no elenco do filme. Em 2014, ele interpretou o papel principal no filme o Kid Cannabis. Em 2017, sua estreia como diretor em Horseshoe Theory recebeu um prêmio do júri no Slamdance Film Festival.

## Filmografia

### Filme
| Ano  | Filme            | Papel       |
| ---- | ---------------- | ----------- |
| 2012 | Projeto X        | J. B.       |
| 2014 | Bad Milo         | Joey        |
| 2014 | Kid Cannabis     | Nate Norman |
| 2017 | Horseshoe Theory | Diretor     |